# 鹤壁农村商业银行
鹤壁农村商业银行股份有限公司，简称鹤壁农商银行，是河南省鹤壁市的一家股份制农村商业银行，于2014年底由山城区农村信用合作联社、淇滨区农村信用合作联社合并组建改制而来。

## 历史
2012年9月12日，鹤壁市人民政府牵头成立“鹤壁农村商业银行股份有限公司筹建工作领导小组”，时任副市长桂玉强、刘新勇分任组长及副组长，市政府副秘书长及市财政局等16个部门的主要负责人任成员。筹建工作领导小组下设办公室，由鹤壁市农信办主任兼任主任，负责日常组建工作的具体事务。 
原两区联社332户股东3.4亿元资格股按1：1比例转作改制后鹤壁农商银行的法人股。新增5户股东达成2.06亿元入股协议，总股本5.46亿元，法人持股比例为72.89%。2013年2月1日，筹建工作组向中国银监会递交了筹建鹤壁农村商业银行股份有限公司的申请，并于2013年7月24日获得准予筹建之批复。
2014年4月18日，鹤壁农村商业银行股份有限公司创立暨股东大会第一次会议召开。同年11月4日，中国银行业监督管理委员会河南监管局发文批准鹤壁农商银行开业。7日，该行正式挂牌运作。